# Spree
De Spree (Sorbisch: Sprowja) is een rivier in het oosten van Duitsland in de deelstaten Saksen, Brandenburg en Berlijn. Ze ontspringt in Saksen in het Lausitzer Gebergte en mondt bij Berlijn uit in de Havel. De lengte bedraagt 382 à 403 km, afhankelijk van de bron vanwaar gemeten wordt. Het stroomgebied bedraagt 10.105 km².

## Loop
De drie bronnen van de rivier bevinden zich nabij de Tsjechische grens ten zuidoosten van Ebersbach. Even westelijker stroomt de Spree door de Fugauer Zipfel, een smal stukje Tsjechisch grondgebied.
In de stad Bautzen stroomt de Spree door een kort diep dal. Daarna stroomt zij tot haar monding door het laagland met een gering verval. Nabij de steden Cottbus en Lübben vormt de Spree in het Spreewald een binnendelta met vele vertakkingen.
In het middelpunt van de Duitse hoofdstad Berlijn bevindt zich het Spree-eiland, waarop zich Cölln bevond. Dit was een van de twee delen die uiteindelijk samen uitgroeiden tot de stad Berlijn. Op het noordelijk deel van het eiland, het zogeheten Museumsinsel, bevinden zich een aantal Berlijnse musea. In het westelijk stadsdeel Spandau mondt de Spree uit in de Havel.

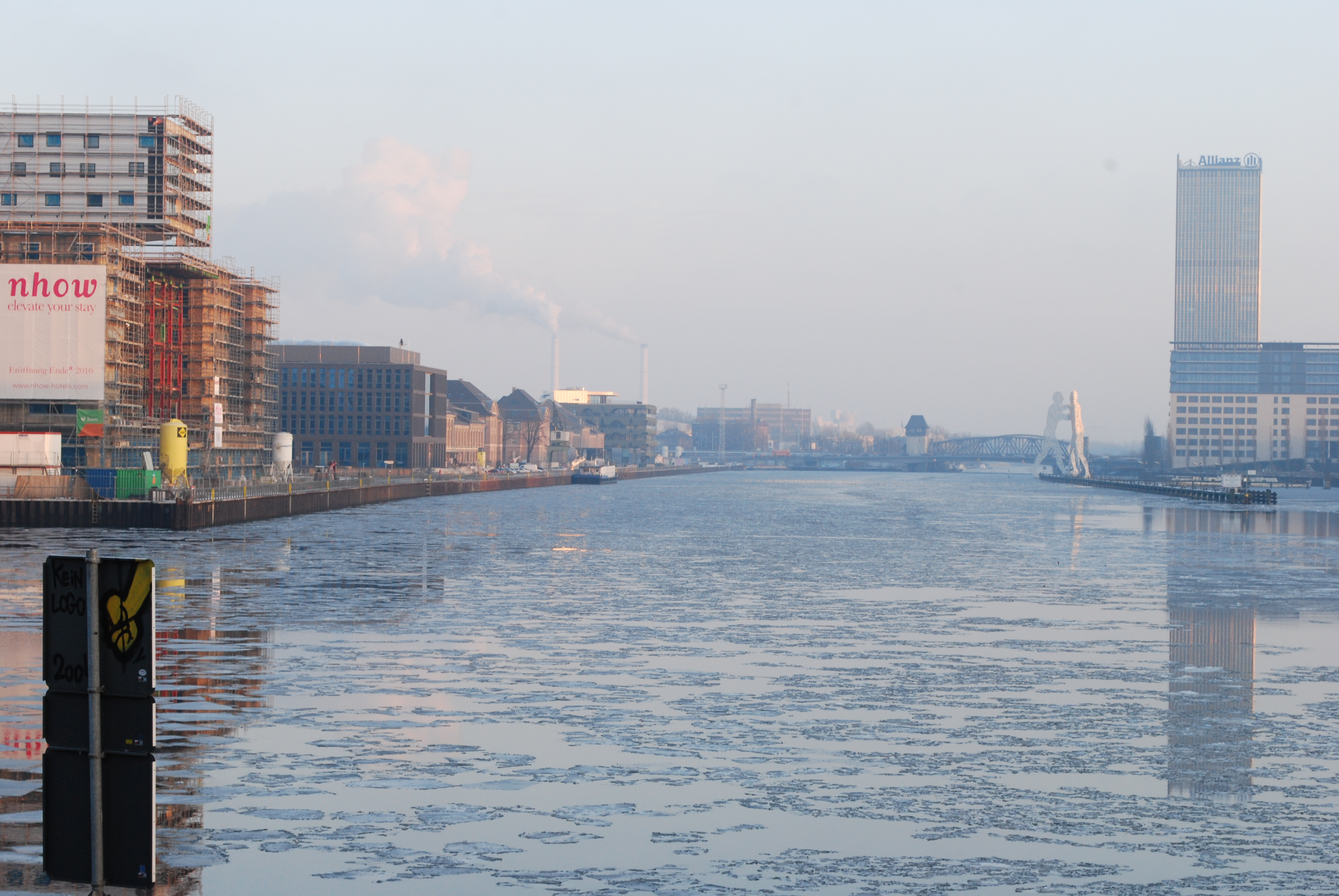
De Spree in Berlijn

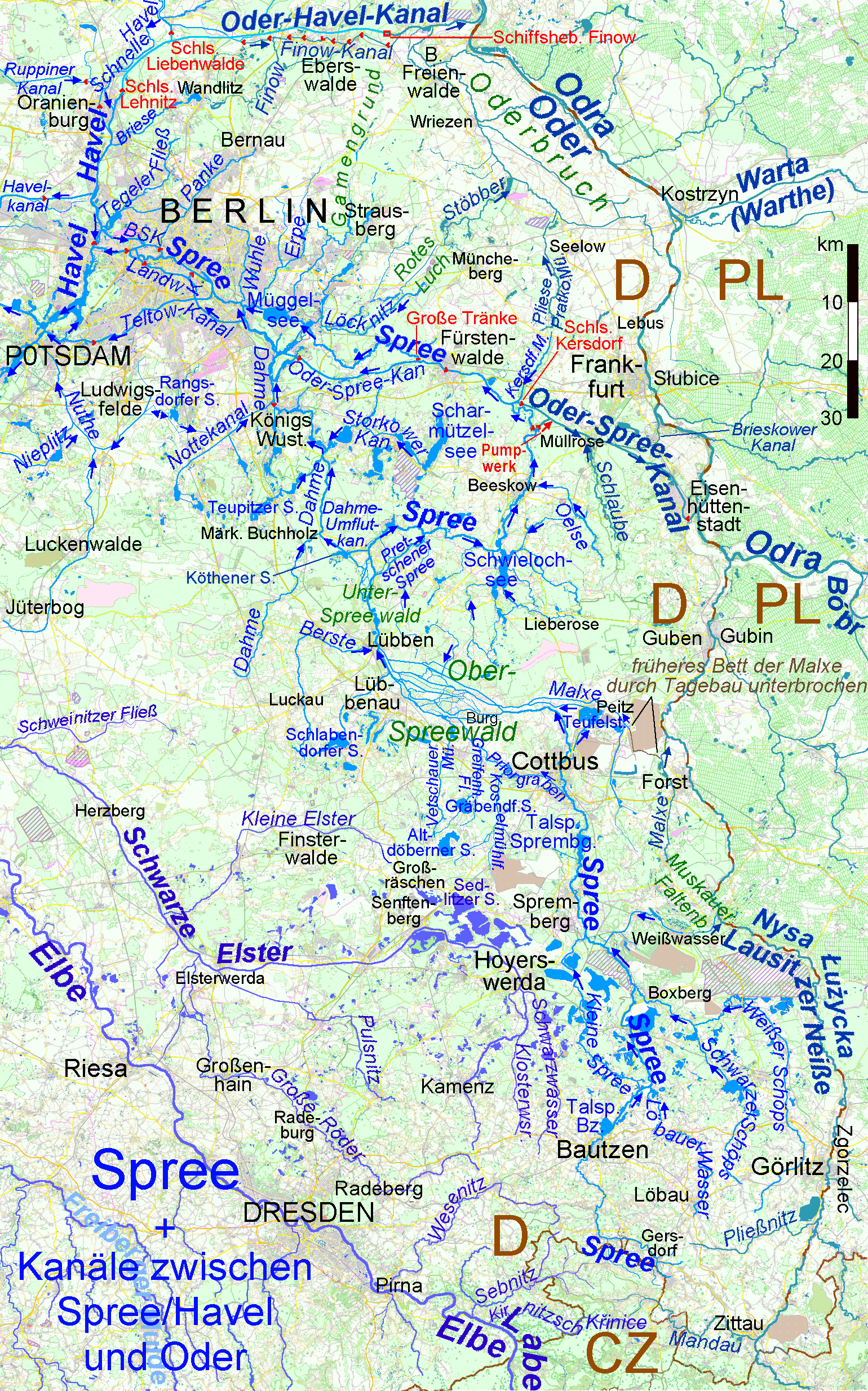
Rivierstelsel van de Spree

- Gemeinsame Normdatei: 4056530-0
- Nationale Bibliotheek van Tsjechië: ge224723
- Virtual International Authority File: 248529532